# Heterodoxia
Heterodoxia este un volum de eseistică publicat de către Ernesto Sábato în anul 1953.
Majoritatea reflecțiilor ce îl alcătuiesc se referă la opoziția dintre masculin și feminin. Sábato consideră ideea egalității dintre bărbat și femeie ca fiind o aberație. Nu cade însă pradă misoginismului sau feminismului, avertizând că "stabilirea diferențelor dintre un bărbat și o femeie nu implică ignorarea bisexualității ființelor umane, atavicul și, de aceea, profundul amalgam de atribute masculine și feminine care coexistă în fiecare dintre noi." Bărbatul e considerat o fire deschisă, tinzând spre abstracțiune și logică, iar femeia este realistă, mișcându-se mai bine în lumea concretului și a intuitivului.
Pe lângă problema diferențelor dintre cele două sexe, în Heterodoxia mai sunt tratate problemele limbajului, Sábato combătându-i pe "fixiștii" care impun orbește "bunul uz gramatical". Restul reflecțiilor sunt făcute pe marginea limbilor hegemonice, a literaturii și cunoașterii.